# Medal Służby Wojskowej
Medal Służby Wojskowej (niem. Wehrdienstmedaille) – austriackie odznaczenie nadawane pod tą nazwą od roku 1989, a ustanowione w 1963 jako Medal Pamiątkowy Służby Wojskowej (Wehrdiensterinnerungsmedaille).

## Historia
Jednostopniowe odznaczenie Medal Pamiątkowy Służby Wojskowej zostało ustanowione ustawą federalną z 10 lipca 1963. Do otrzymania medalu byli uprawnieni wszyscy, którzy odbyli minimum 12 miesięcy służby wojskowej. Wzór odznaczenia (brązowy medal) i sposób noszenia zostały ustanowione rozporządzeniem ministra obrony z 14 lutego 1964.
Odznaczenie zostało zmienione na dwustopniowe ustawą z 13 lutego 1969. Ustawą tą, dotychczasowy Medal Pamiątkowy Służby Wojskowej, stawał się Brązowym Medalem Pamiątkowym Służby Wojskowej (Wehrdiensterinnerungsmedaille in Bronze) i ustanowiono dodatkowo Srebrny Medal Pamiątkowy Służby Wojskowej (Wehrdiensterinnerungsmedaille in Silber). Warunki otrzymania medalu brązowego były takie same jak poprzedniego medalu, a do otrzymania medalu srebrnego uprawnieni byli wszyscy, którzy otrzymali medal brązowy i w okresie 5 lat od ukończenia służby wojskowej odbyli dodatkowe ćwiczenia wojskowe zajmujące minimum 12 dni. Wzory odznaczeń (medal brązowy był identyczny z poprzednim odznaczeniem) i sposób noszenia zostały ustanowione rozporządzeniem ministra obrony z 9 maja 1969.
28 czerwca 1989 uchwalono nową ustawę o odznaczeniach wojskowych (Militärauszeichnungsgesetz – MAG). Ustawą tą ustanowiono trójstopniowe odznaczenie: Medal Służby Wojskowej. Odznaczenie to zastępowało dotychczasowy Medal Pamiątkowy Służby Wojskowej i wszystkie Medale Pamiątkowe Służby Wojskowej (brązowe i srebrne) nadane przed wejściem w życie tej ustawy, zostały automatycznie uznane za Medale Służby Wojskowej (brązowe i srebrne). Do otrzymania medalu brązowego byli uprawnieni wszyscy którzy ukończyli zasadniczą służbę wojskową zgodnie z ustawą o służbie wojskowej z 1978. Do otrzymania medalu srebrnego byli uprawnieni wszyscy, którzy po zasadniczej służbie wojskowej w okresie 6 miesięcy odbyli ćwiczenia wojskowe lub ćwiczenia kadry trwające łącznie min. 30 dni albo w okresie 8 miesięcy jedno ćwiczenie kadry. Do otrzymania medalu złotego byli uprawnieni wszyscy, którzy po zasadniczej służbie wojskowej w okresie 6 miesięcy odbyli ćwiczenia wojskowe lub ćwiczenia kadry trwające łącznie min. 60 dni albo w okresie 8 miesięcy ćwiczenia kadry trwające łącznie min. 30 dni.  Wzory odznaczeń zostały ustanowione rozporządzeniem ministra obrony z 13 listopada 1989.
Obecnie obowiązuje ustawa o odznaczeniach wojskowych z 2002 (Militärauszeichnungsgesetz 2002 – MAG 2002). Przepisy dotyczące tego odznaczenia zmieniły się nieznacznie. Do otrzymania medalu brązowego są uprawnieni wszyscy którzy ukończyli zasadniczą służbę wojskową lub szkolenie wojskowe trwające 6 miesięcy. Do otrzymania medalu srebrnego są uprawnieni ci, którzy odbyli ćwiczenia wojskowe, kadry lub milicji trwające łącznie min. 30 dni. Do otrzymania medalu złotego są uprawnieni wszyscy, którzy odbyli ćwiczenia wojskowe, kadry lub milicji trwające łącznie min. 60 dni.
Odznaczenie posiada 3 stopnie:
- Złoty Medal Służby Wojskowej (Wehrdienstmedaille in Gold – WDMG)
- Srebrny Medal Służby Wojskowej (Wehrdienstmedaille in Silber – WDMS)
- Brązowy Medal Służby Wojskowej (Wehrdienstmedaille in Bronze – WDMB)

Medal nosi się wyłącznie w najwyższym posiadanym stopniu. Dotyczy to również baretek.

## Insygnia
Oznaką odznaczenia jest, w zależności od klasy, brązowy, posrebrzany lub pozłacany medal o średnicy 40 mm. Na awersie znajduje się napis „STETS BEREIT FÜR DIE REPUBLIK ÖSTERREICH” („Zawsze gotowy dla Republiki Austrii”) – dwa pierwsze słowa w środku, a pozostałe łukiem wzdłuż górnej krawędzi medalu. Poniżej znajduje się znak Austrii w formie używanej na pojazdach i samolotach wojskowych (trójkąt wpisany w okrąg) i 2 skrzyżowane miecze otoczone liśćmi dębu. Na rewersie znajduje się orzeł – godło Austrii (Bundesadler). Medal jest zawieszony na wstążce złożonej w trójkąt. Wstążka ma szerokość 45 mm. Dla medalu brązowego jest niebieska z 6 mm paskiem pośrodku w kolorze czerwono-biało-czerwonym (po 2 mm). Dla medalu srebrnego wstążka jest niebieska z dwoma 6 mm paskami w kolorze czerwono-biało-czerwonym znajdującymi się po 3 mm od krawędzi wstążki. Dla medalu złotego wstążka jest niebieska z trzema 6 mm paskami w kolorze czerwono-biało-czerwonym, jednym pośrodku i dwoma znajdującymi się po 3 mm od krawędzi wstążki.
Oznaka Medalu Pamiątkowego Służby Wojskowej była identyczna, poza tym że nie istniał medal złoty.